# Bracon urinator
Bracon urinator är en stekelart som först beskrevs av Fabricius 1798.  Bracon urinator ingår i släktet Bracon och familjen bracksteklar. Arten är reproducerande i Sverige.

## Underarter
Arten delas in i följande underarter:
- B. u. rufithoracoides
- B. u. turkestanicus
- B. u. nigrithorax